# Grain Earth House

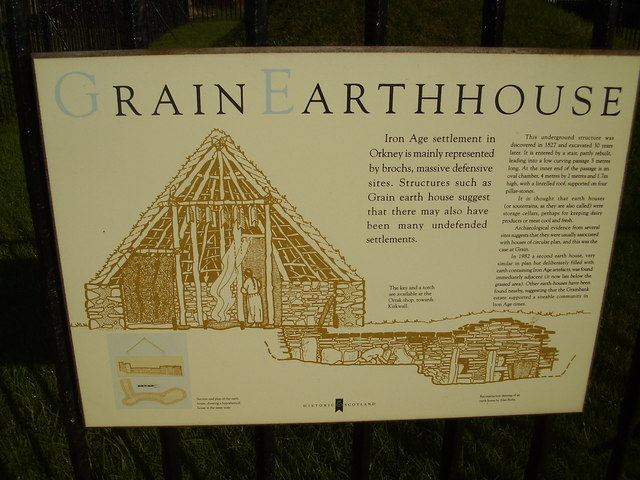
Rekonstruktion

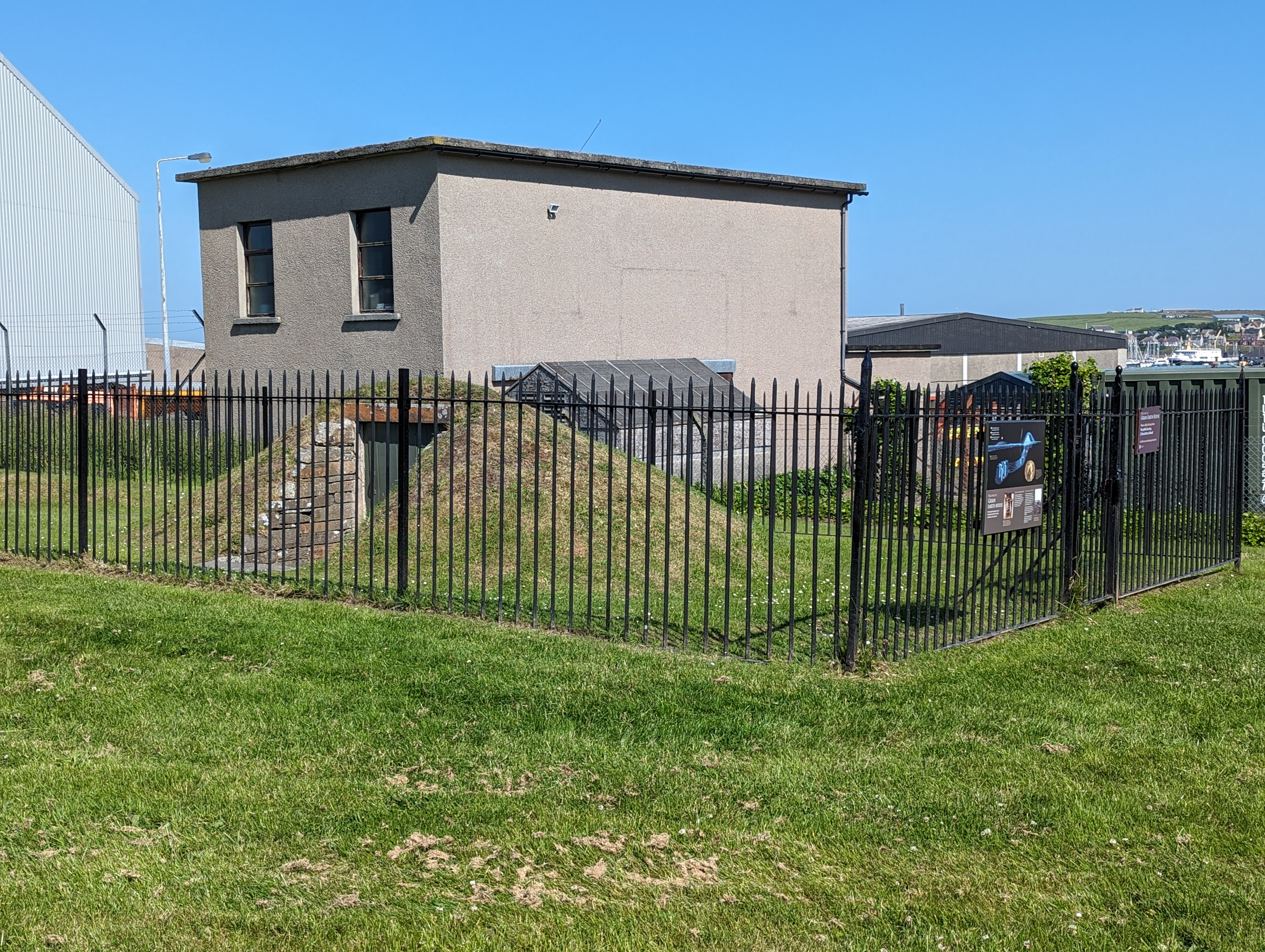
Außenansicht

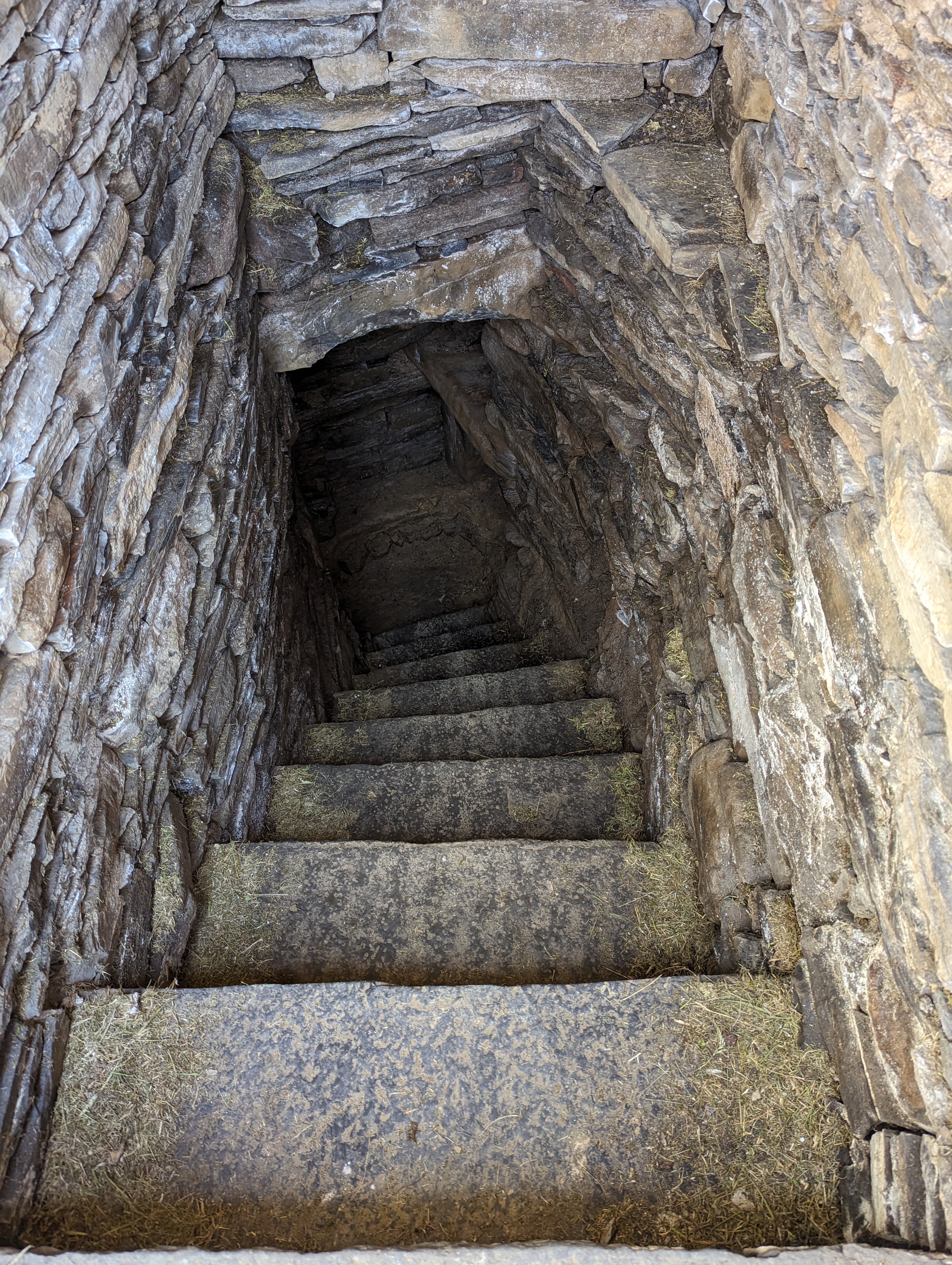
Der Eingang

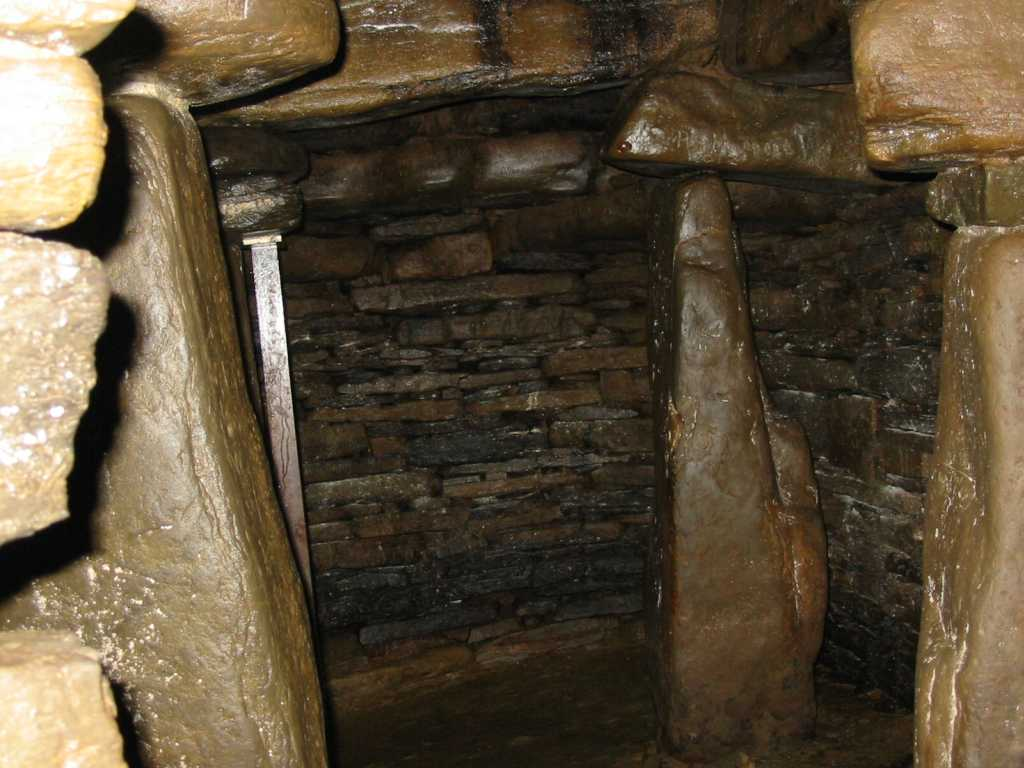
Die Kammer mit einer zusätzlichen modernen Stütze

Grain Earth House (auch Grainbank genannt) liegt in einem Industriegebiet westlich der Kirkwall Bay auf der schottischen Orkneyinsel Mainland. Das Erdhaus wurde im Jahre 1827 entdeckt. Damals lag es, ähnlich wie der Crantit Cairn, im Ackerland unweit der Stadt. Die Kammer blieb verschlossen und bis 1857 unversehrt, als die Antiquare Farrer und Petrie beschlossen, das Innere zu erkunden. Bei Souterrains wird grundsätzlich zwischen rock-cut, earth-cut, stone built und mixed Souterrains unterschieden.

## Lage
Grain Earth House ist ein drystone Souterrain. Die unterirdische Kammer ist eines von 25 vorzeitlichen Souterrains auf den Orkney. Oberirdisch sieht man nur einen kleinen, grünen Hügel, der durch den modern überbauten Eingang auffällt. Etwa zwei Meter unter der Oberfläche liegt ein gut erhaltenes Beispiel für ein eisenzeitliches Souterrain, gebaut und genutzt im ersten Jahrtausend v. Chr. Der unterirdische Bereich kann über eine teilweise neuzeitliche Steintreppe erreicht werden.

## Beschreibung
Grain Earth House besteht aus einem leicht abfallenden, gebogenen Gang, der in einer ovalen Kammer endet. Die Gänge orkadischer und irischer Souterrains sind gegenüber denen anderer schottischer Souterrains oder cornischer Fogous extrem eng. Die Kammer und der Gang werden von flachen Steinplatten überdacht. Im Inneren der Kammer stehen randnah vier massive, etwa 1,5 m hohe steinernen Säulen, die das Gewicht des Daches der 4,9 m langen Kammer tragen. Das Dach liegt 2,0 m unter der Erde. Obwohl keine detaillierten Aufzeichnungen von der Ausgrabung gemacht wurden, war die Kammer mutmaßlich leer. Oberirdisch wurden Überreste einer Siedlung und einer großen Abfallgrube gefunden.

## Kontext
Im Jahre 1982 wurde etwa sechs Meter westlich von Grain ein kleineres Erdhaus entdeckt. Darüber lag ein weiteres eisenzeitliches Gebäude, neben dem sich andere Gebäudereste fanden. Dies bedeutet, dass die beiden Erdhäuser und ihre oberirdischen Bauten Teil einer gemeinsamen Konzeption waren.
Das benachbarte Souterrain von Rennibister enthielt die Knochen von sechs Erwachsenen und zwölf Kindern. Die Souterrains von Howe bei Stromness und Rowiegar auf Rousay (alle auf Orkney) wurden innerhalb von außer Funktion gegangenen neolithischen Grabkammern installiert.
Der Zweck der Souterrains ist unbekannt. Interpretationen als Verteidigungsanlagen oder Ställe wurden verworfen. Am wahrscheinlichsten gilt heute eine kultische Funktion, aber auch die Nutzung als Speicher ist nicht völlig auszuschließen.